# Netzaberg-Chapel

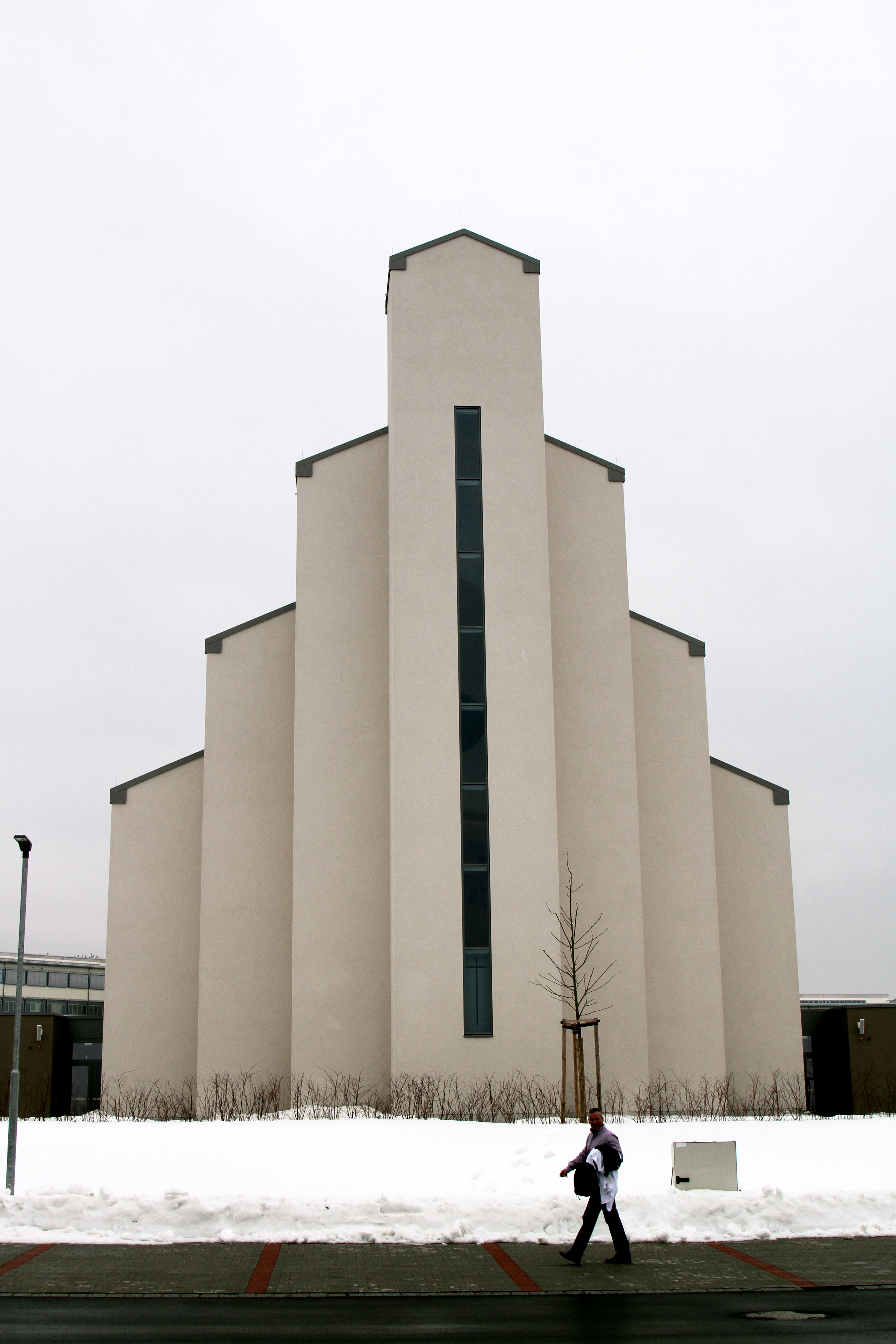
Netzaberg-Chapel

Die Netzaberg-Chapel ist eine multifunktionale und multikonfessionelle Garnisonkirche. Sie steht am südöstlichen Rand der Stadt Eschenbach in der Oberpfalz im Zentrum der ab 2006 entstandenen US-amerikanischen Netzaberg Housing Area, der größten US-Garnison außerhalb des festländischen US-Staatsgebiets.

## Geschichte

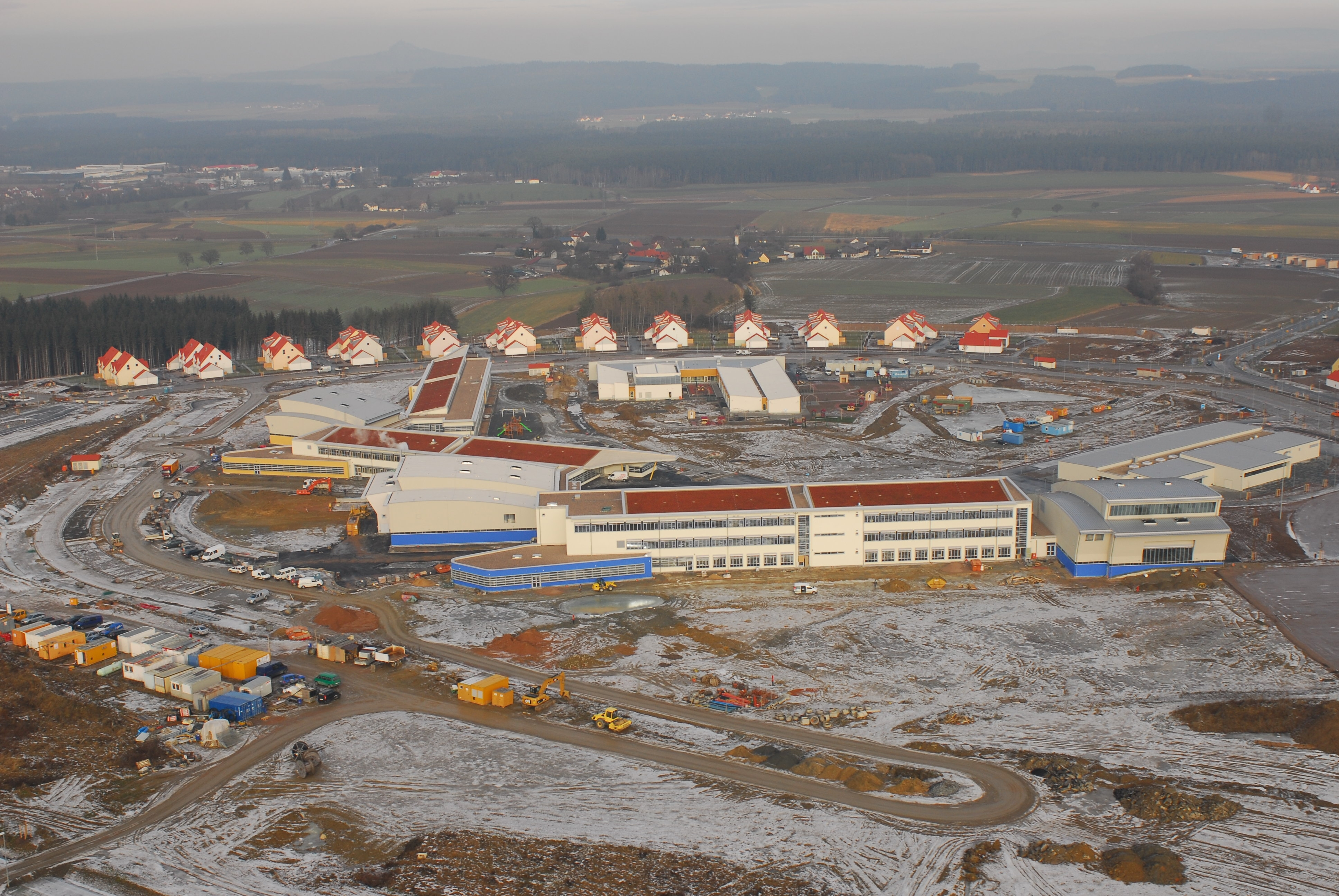
Netzaberg Housing Area, Bauzustand Juli 2008; Bauplatz der Chapel rechts von der Bildmitte (blaue Container)

Bereits seit Juni 2002 wurde ein Gebäude geplant, das allen im amerikanischen Militär vertretenen Konfessionen zur Verfügung stehen sollte. Der Baukörper besteht aus Kirche, Taufraum, Bibliothek, Seminarräumen, Büros und den dazugehörigen Logistikräumen. Geplant wurde der Komplex von den Architekten Brückner & Brückner, die ausführende Baufirma war Fa. Mickan aus Amberg, für die Bauaufsicht zeichnete das Staatliche Bauamt Amberg-Sulzbach, die US-Army Corps of Engineers Europe District sowie das UASG Bavaria verantwortlich. Der Baubeginn war im März 2014. Die Gesamtkosten beliefen sich auf 18 Millionen US-Dollar, die Möblierung und technische Ausstattung waren mit 1,5 Millionen Dollar darin enthalten.
Die Kirche wurde am 24. Juni 2017 eingeweiht.

## Kirchenbau
Die Kirche symbolisiert außen mit ihrer Wellenform die Oberpfälzer Hügellandschaft. Die Saalkirche hat Sitzplätze für 600 Besucher. Die Rundbogenkonstruktion des Kirchenschiffs ist ein Symbol für die Verbundenheit. Es ist in der Mitte teilbar, um den abgetrennten Raum anderweitig nutzen zu können.
Dass es sich hierbei nicht um ein gewöhnliches Kirchenbauwerk handelt, zeigen schon die Zahlen: Für die Betonkonstruktion wurden 2700 Kubikmeter Beton und 300 Tonnen Stahl verbaut, für die Fußbodenheizung 8 km Rohre und 20.500 Anker, dazu 1000 Meter Abwasserrohre und etwa 500 Meter Frischwasserleitungen, 350 Beleuchtungskörper und 680 Meter LED-Leuchtstreifen. An elektrischen Kabeln wurden 6 km außen, 100 km innen und weitere 8 km Multimediakabel installiert. Für die Gebäudesicherheit wurden 470 Sprinkler, 200 Rauchmelder und ein Brandrauchentlüftungssystem montiert. Das Gasheizkraftwerk mit 170 Kilowatt sorgt für die Beheizung des Komplexes.

## Ausstattung
Das Kreuz ist verschiebbar und veränderbar. Es lässt sich hinter eine Holzwand hinter dem Altar schieben und ist damit unsichtbar. Für die Baptisten ist ein großes Taufbecken errichtet, das ein Untertauchen bei der Taufhandlung ermöglicht. Die Kirchenbänke mit rückseitigem Platz für die Gebetbücher sind aus Eichenholz gefertigt und die Kniebänke sind wie Schübe in die Vorderbänke versenkbar. Das Gebäude ist neben einer durch Gebäudeleittechnik steuerbaren Lichtanlage mit moderner Technik wie Beamer, Kameras, Bildschirmen ausgestattet, um die Gottesdienste individuell zu gestalten.